# Tyconius
Tyconius (ou Ticonius, ou Tichonius Africanus) est un théologien chrétien d'origine punique qui vivait dans la province d'Afrique et dont l'activité littéraire peut être située entre 364-367 et 395, date probable de sa mort. De tendance donatiste, il aurait été excommunié, d'après Augustin d'Hippone, par un concile de son Église entre 380 et 385.

## Éléments biographiques
Les rares éléments biographiques dont on dispose au sujet de Tyconius viennent essentiellement d'une notice de Gennade de Marseille (De viris illustribus, § 18), de quelques allusions dans des lettres d'Augustin d'Hippone et surtout du Contra epistulam Parmeniani libri tres d'Augustin ; ce traité, composé vers l'an 400, est une réfutation doctrinale d'une lettre adressée à Tyconius par le primat donatiste Parménien, peu avant le concile qui excommunia le théologien.
Tyconius était apparemment un simple laïc féru de théologie connaissant bien la Bible. Dans deux ouvrages perdus, composés vers 370-375 (le De bello intestino en trois livres et les Expositiones diversarum causarum), il railla les prétentions et l'intransigeance des donatistes, leur objectant que l'Église ne pouvait être partout déchue, sauf en Afrique ; que les fautes de quelques-uns n'avaient pas pu empêcher la réalisation des promesses divines, sauf pour un petit groupe ; que leur prétention au monopole de la sainteté était ridicule ; que le re-baptême qu'ils pratiquaient était chez eux une exigence récente, etc. Tout en démolissant ainsi le système du donatisme, il continua à considérer que l'Église de Donat était la véritable Église, et quand il fut excommunié, il forma son propre groupe. Saint Augustin, sans comprendre la logique de sa position, le tenait en haute estime, notamment parce qu'il soutenait que l'Église du Christ comprend des bons et des méchants, et que la grâce et le libre-arbitre sont tous deux nécessaires au salut.

## Œuvres conservées
Son seul ouvrage conservé comme tel est le Liber regularum (ou Liber de septem regulis), composé à une date impossible à préciser, vers 392. Bien que transmis sous une forme incomplète, c'est le plus ancien traité d'herméneutique biblique écrit en Occident. Augustin d'Hippone l'appréciait beaucoup et en fait un compte-rendu détaillé à la fin du troisième livre du De doctrina christiana. Il s'agit de l'exposé de sept règles dont l'application doit permettre de saisir le sens spirituel des passages de la Bible difficiles à comprendre. 
Tyconius a aussi composé un Commentaire de l'Apocalypse, le plus ancien en langue latine après celui de  Victorinus de Poetovio. En 1897, des fragments en furent retrouvés dans un manuscrit de Turin provenant de l'abbaye de Bobbio (le Taurinensis F IV.1.18, sur une quarantaine de feuillets). Cet ouvrage de Tyconius a été exploité par plusieurs commentateurs postérieurs de l'Apocalypse (Césaire d'Arles, Primase d'Hadrumète, Bède le Vénérable, Beatus de Liébana, et le Pseudo-Augustin des Homiliæ XVIII in Apocalypsin), si bien qu'il est possible de le reconstituer en très grande partie, sans toutefois qu'on puisse savoir avec précision s'il a été rédigé avant ou après le Liber regularum.

## Éditions
- (la) Jacques-Paul Migne, Patrologia Latina, vol. 18, 1848 (lire en ligne), « Tichonii afri Liber de septem regulis », p. 15-66
- (en) Francis Crawford Burkitt, Texts and Studies, vol. III : The Book of Rules of Tyconius, Cambridge University Press, 1894 (lire en ligne)
- Jean-Marc Vercruysse, Tyconius, Le Livre des Règles, Paris, Éditions du Cerf, coll. « Sources chrétiennes » (no 488), 2004, 402 p. (ISBN 978-2204077392, lire en ligne)
- (en) Francesco Lo Bue, The Turin Fragments of Tyconius' Commentary on Revelation, Cambridge University Press, 1963 (présentation en ligne)